# Xã Darlington, Quận Charles Mix, South Dakota
Xã Darlington (tiếng Anh: Darlington Township) là một xã thuộc quận Charles Mix, tiểu bang Nam Dakota, Hoa Kỳ. Năm 2010, dân số của xã này là 132 người.